# Harold Fishwick
Harold "Tatto" Fishwick (sinh năm 1891, ngày mất không rõ) là một cầu thủ bóng đá người Anh thi đấu ở vị trí tiền đạo trung tâm cho Tranmere Rovers.